# Cliona arenosa
Cliona arenosa är en svampdjursart som först beskrevs av Schmidt 1870.  Cliona arenosa ingår i släktet Cliona och familjen borrsvampar.
Artens utbredningsområde är Florida. Inga underarter finns listade i Catalogue of Life.